# Studs Terkel
Louis "Studs" Terkel (født 16. maj 1912, død 31. oktober 2008) var en amerikansk radiovært og forfatter, der var kendt for sine samtaler med "almindelige" amerikanere som indgik i en lang række af radioudsendelser med basis i Chicago, som han stod bag. Samtalerne blev også publiceret i en række bøger, han udgav.
Studs Terkel var uddannet jurist, men arbejdede efter endt uddannelse på hotel og var senere med i en teatertrup. Efterhånden gik han i gang med at lave radio og tv, men han blev sortlistet i mccarthyismens dage i 1950'erne, hvilket betød, at han ikke længere kunne lave tv. I stedet koncentrerede han sig om radio og havde et fast program, The Studs Terkel Program, i perioden fra 1952-1997. Det blev sendt hver hverdag i hele perioden, og her interviewede han en række kendte gæster som Bob Dylan og Leonard Bernstein.
I 1956 udgav han sin første bog, og den blev fulgt op af flere andre. I en del af bøgerne interviewede han en række mennesker, der havde oplevet depressionen i 1930'erne, og disse samtaler blev han meget berømt for. Nogle af samtalerne blev også udsendt i radioprogrammerne.